# アナンケ群

アナンケ群の主要な衛星の軌道要素とサイズ比を比較した図。横軸は木星からの平均距離、縦軸が軌道傾斜角、円の大きさがサイズ比を表している。

上図よりさらに広い範囲を示した図．中央付近の一番大きい円がアナンケである。

アナンケ群（アナンケぐん、英語：Ananke group）は木星の衛星のグループである。木星の不規則衛星に分類される。アナンケと類似した軌道要素を持っており、共通の起源を持つと考えられている。
国際天文学連合の天体への命名に関するワーキンググループでは、ドイツの文献学者 Jürgen Blunck による提言に従い、順行軌道にある木星の衛星名は a で終わる名称、逆行軌道の衛星は e で終わる名称を付けるという方針を取っている。アナンケ群の衛星は全て逆行軌道であるため、命名されているこのグループの衛星名は全て e で終わる。

## アナンケ群の衛星
アナンケ群の主要なメンバーは、サイズ順に
- アナンケ (これにちなんでグループ名が付けられた)
- プラクシディケ
- イオカステ
- ハルパリケ
- スィオネ
- エウアンテ

である。
上記のほかには、スコット・S・シェパードによる分類では、以下の衛星がアナンケ群に属すると考えられている。以下は木星に近い順に並べている。
- エウポリエ
- S/2003 J 18
- S/2010 J 2
- S/2017 J 7
- S/2016 J 1
- S/2017 J 3
- S/2021 J 1
- エウアンテ
- オーソシエ
- ムネメ
- ヘルミッペ
- テルクシノエ
- S/2003 J 3 (Eupheme)
- ヘリケ
- S/2017 J 9
- S/2003 J 2

その他、アナンケ群に属していると考えられるが、詳細な軌道要素がはっきりしておらず未確定なものとして、S/2003 J 12とS/2003 J 16がある。

## 特徴と起源

木星の全ての不規則衛星の軌道要素を示した図。半径方向の軸は木星からの距離、円周方向は軌道傾斜角を表している。軌道離心率は黄色の線分で表現されており、これは近木点距離と遠木点距離を表している。円の大きさは衛星のサイズ比を表している。アナンケ群の衛星は図の下部左寄りに固まっている。

アナンケ群の衛星は、軌道長半径が1930万〜2270万km、軌道傾斜角は145.7°〜154.8°の範囲に集まっている。軌道離心率は0.02〜0.28程度のばらつきがある。
アナンケ群の衛星は、木星の重力にとらわれた小惑星が衝突によって破壊された破片であると考えられている。これは、アナンケ群の主要なメンバーの平均軌道要素の分布が非常に狭い範囲に集まっているという事実に基づいている。この特徴は、母天体の衝突破壊の際に発生した破片の速度が 15〜80 m/s であれば説明可能であり、アナンケ群の衛星は一回の衝突破壊イベントで発生した破片から成っていると推測されている。アナンケ群に属する衛星の総体積から母天体のサイズを推定する研究も行われており、これによると破壊される前の母天体の半径はアナンケとほぼ同じの 14 km と推測され、母天体の質量の 98% がアナンケとして残ったと考えられている。このことから、母天体は衝突によって大きく破壊されたわけではないことが示唆される。
また、母天体の捕獲と破壊が惑星形成の初期の木星周囲にまだガスが存在する時期に発生した場合、破片に働くガス摩擦の大きさは破片のサイズによって変化するため、衛星のサイズと木星からの距離に相関が発生する。しかしそのような特徴は観測されていないため、木星形成後に時間が経ち周囲のガスが散逸した後に、母天体となる小惑星の捕獲と破壊が発生したと推測されている。
アナンケ群が同じ起源を持つことを支持する別の証拠として、アナンケ群の主要なメンバーの色が似ていることが挙げられる。マゼラン望遠鏡や北欧光学望遠鏡を用いた観測では、ハルパリケ、プラクシディケ、イオカステは類似した灰色の表面を持つことが分かっており、C型小惑星と似ていることが分かっている。ただしこの観測では、アナンケ自身は灰色と赤色の中間の色を示すことも分かっている。